# Sismo de Kamchatka de 2025
Em 30 de julho de 2025, às 11h24min50s UTC+12 (23h24min50s UTC de 29 de julho de 2025), um sismo de magnitude 8,8 na escala de Richter atingiu a costa leste da Península de Kamchatka, no extremo oriente da Rússia, a 119 km a sudeste da cidade costeira de Petropavlovsk-Kamchatsky. Foi o sismo mais poderoso registrado desde o sismo e tsunâmi de Tohoku em 2011, com intensidade semelhante aos sismos do Equador e Colômbia em 1906 e do Chile de 2010, sendo juntamente com estes dois, o sexto sismo mais forte já registrado.  O terremoto e o consequente tsunami, que se espalhou pelo Pacífico, causaram danos moderados e vários feridos no Krai de Kamchatka e no Oblast de Sacalina.

## Configuração tectônica
O terremoto ocorreu na Fossa das Curilas-Kamchatka, uma falha ativa e limite convergente entre as placas Norte-Americana e do Pacífico. Essa fossa estende-se ao longo da costa leste das Ilhas Curilas até a Península de Kamchatka. A subducção da placa do Pacífico sob a placa Norte-Americana tem ocorrido continuamente desde o período Cretáceo, com uma taxa de convergência estimada de 76 a 90 mm por ano (3,0 a 3,5 in/ano).
Sismos anteriores de grande magnitude já ocorreram nessa zona de subducção. O terremoto de Severo-Kurilsk em 1952, com magnitude estimada de 8,8–9,0 Mw, teve um epicentro 45 km a sudeste do sismo de 2025. Esse evento gerou um tsunami destrutivo e teve uma zona de ruptura estimada em 700 km de comprimento por 150 a 200 km de largura, com deslocamento sísmico ocorrendo em profundidades incomuns de 40 a 80 km. Um sismo ainda maior pode ter ocorrido em 1737, com magnitude estimada de até 9,3 Mw, com base em registros históricos e depósitos de tsunami, incluindo relatos de um tsunami de 63 metros de altura.

## Sismo
O sismo principal ocorreu em 29 de julho às 23:24:50 UTC, com magnitude de 8,8 Mw conforme o Serviço Geológico dos Estados Unidos (USGS). Outras fontes, como o Instituto Nacional de Geofísica e Vulcanologia da Itália (INGV) e autoridades da Austrália, relataram magnitudes de 8,4 e 8,6 Mw, respectivamente. O epicentro localizou-se 136 km a sudeste de Petropavlovsk-Kamchatsky, com o hipocentro a uma profundidade de 20,7 km, de acordo com o USGS. No entanto, o INGV relatou uma profundidade muito menor, de apenas 2 km.
Antes do sismo principal, ocorreram dois terremotos de magnitude 7 Mw. O primeiro, em 17 de agosto de 2024, foi localizado a 45 km a nordeste do epicentro do sismo de 2025. O segundo, em 20 de julho de 2025, ocorreu 60 km a sudoeste do epicentro. Um terremoto secundário de 6,9 Mw seguiu-se em 30 de julho às 00:09 UTC.
A análise da ruptura indica uma falha reversa rasa ocorrendo ao longo da interface da zona de subducção. A área estimada da ruptura foi de aproximadamente 390 km de comprimento por 140 km de largura. O terremoto ocorreu em uma lacuna sísmica entre as zonas de ruptura dos sismos de 1923 e 1952. De acordo com o modelo de falha do USGS, a área da falha foi estimada em 600 km de comprimento por 200 km de largura. A maior parte da ruptura ocorreu 500 km a sudoeste do epicentro, com deslocamento máximo de 8,7 m e deslocamento médio de 7 a 8 m. O terremoto teve duração de mais de 180 segundos, de acordo com o GEOSCOPE, e aproximadamente 230 segundos, de acordo com o USGS.

## Tsunami

### Alertas

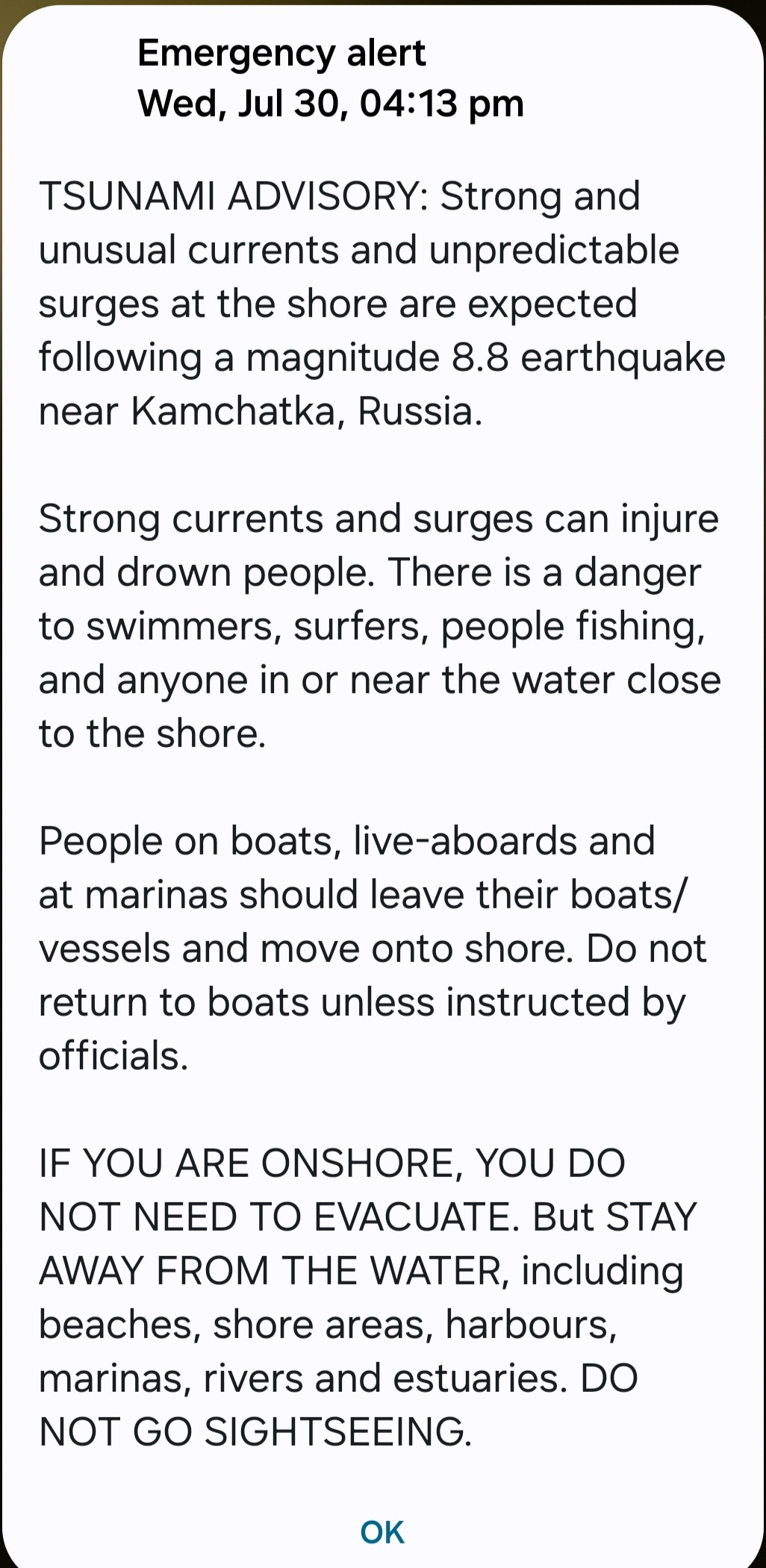
Um alerta de emergência, enviado aos telefones celulares na Nova Zelândia.

No Oceano Pacífico Norte, o Centro de Alerta de Tsunami do Pacífico (PTWC) emitiu um alerta de tsunami indicando "ondas de tsunami perigosas" para as costas da Rússia e do Japão. O Alasca, Havaí e Guam estavam sob alerta de tsunami. A Agência Meteorológica do Japão emitiu alertas e avisos de tsunami para a costa do Japão, desde Hokkaido até Wakayama, com avisos adicionais para Shikoku, Okinawa e outras regiões. Foi previsto que as ondas poderiam atingir até 3 metros de altura. Cerca de 900 mil pessoas em 133 municípios receberam ordens de evacuação obrigatórias. O Aeroporto de Sendai foi fechado e os trens operados pela JR East, JR Central e JR Hokkaido foram suspensos. A Usina Nuclear de Fukushima Daiichi foi evacuada, e a liberação de água tratada foi temporariamente suspensa. Cerca de dois milhões de pessoas receberam recomendações para evacuação, e uma morte foi confirmada — uma mulher de 58 anos que caiu enquanto realizava a evacuação em Kumano.
Além do Japão e Rússia, vários outros países emitiram alertas de tsunami. Na Indonésia, o BMKG emitiu alertas para Papua, North Maluku, North Sulawesi e Gorontalo.  A Colúmbia Britânica, no Canadá, foi alertada sobre correntes fortes e ondas. A Coreia do Sul emitiu um aviso de que ondas de tsunami eram possíveis. Os Estados Unidos emitiram alertas para toda a costa oeste, incluindo Califórnia, Oregon, Havaí e as Ilhas Aleutas. O México emitiu alertas para toda a costa do Pacífico, desde Baja California até Chiapas, com a marinha advertindo sobre correntes fortes. A Nova Zelândia emitiu um alerta nacional de tsunami para correntes costeiras e ondas imprevisíveis. Alertas de tsunami também foram emitidos para várias nações e territórios do Pacífico Sul, incluindo Palau, Ilhas Marianas, Chile, Colômbia, Costa Rica, Peru, Ilhas Galápagos, Filipinas, Tonga, Fiji, Ilhas Cook, Samoa e Polinésia Francesa. Nas Ilhas Marquesas, foi previsto que as ondas atingiriam entre 1,1 e 2,2 metros de altura.
No Havaí, ondas de tsunami foram registradas no Atol Midway, com altura máxima de 6 pés (1,8 metros). As autoridades inicialmente emitiram alertas, mas os rebaixaram para avisos posteriormente. O Ministério de Recursos Naturais da China emitiu um alerta amarelo para a costa de Taiwan, Zhejiang e Xangai, e o governo de Taiwan previu ondas de até 1 metro nas costas sudeste e sudoeste.

### Impacto
O tsunami atingiu alturas de onda entre 3 e 4 metros ao longo da costa leste de Kamchatka, na Rússia. As Ilhas Curilas, mais próximas do epicentro, tiveram ondas de tsunami de até 5 metros em Severo-Kurilsk. O Instituto Shirshov de Oceanologia sugeriu que as ondas poderiam ter atingido de 10 a 15 metros em partes inabitadas da costa.
No Japão, várias estações registraram ondas de tsunami: 34 cm em Nemuro, Hokkaido; 1,3 metro em Kuji, Iwate; 50 cm em Ishinomaki, Miyagi; 40 cm em Ōarai, Ibaraki; e até 60 cm em Yokohama, Kushiro, Hamanaka, Ōfunato e Kamaishi. No Havaí, ondas de 1 metro foram registradas no Atol Midway, com Kahului registrando 1,74 metro e Hilo 1,49 metro. Haleʻiwa registrou ondas de até 1,21 pés, com um pico de 4 pés (~1,2 metro).